# Bitwa pod Białowieżą (VII 1920)

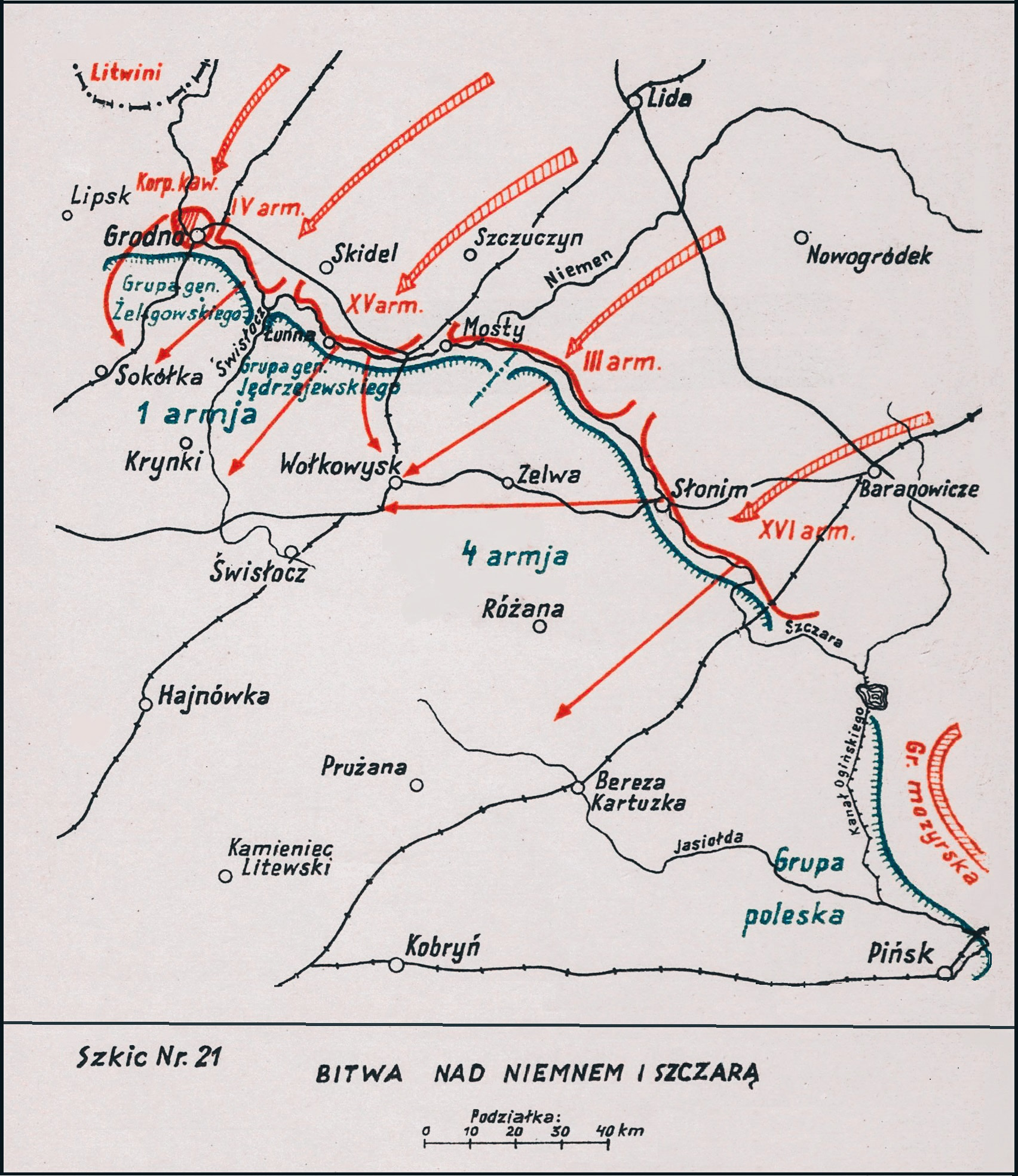
Adam Przybylski
Wojna Polska 1918–1921

Bitwa pod Białowieżą – walki grupy gen. Zdzisława Kosteckiego i 56 pułku piechoty z sowiecką 27 Dywizją Strzelców Witowta Putny w czasie lipcowej ofensywy Frontu Zachodniego Michaiła Tuchaczewskiego w okresie wojny polsko-bolszewickiej.

## Sytuacja ogólna
W pierwszej dekadzie lipca przełamany został front polski nad Autą, a wojska Frontu Północno-Wschodniego gen. Stanisława Szeptyckiego cofały się pod naporem ofensywy Michaiła Tuchaczewskiego.
Naczelne Dowództwo nakazało powstrzymanie wojsk sowieckiego Frontu Zachodniego na linii dawnych okopów niemieckich z okresu I wojny światowej.
Sytuacja operacyjna, a szczególnie upadek Wilna i obejście pozycji polskich od północy, wymusiła jednak dalszy odwrót.
Gen. Szeptycki wydał rozkaz dalszego odwrotu. 1 Armia gen. Gustawa Zygadłowicza cofała się nad Niemen, 4 Armia nad Szczarę, a Grupa Poleska na Kanał Ogińskiego i Pińsk.

Dyrektywa Naczelnego Wodza z 18 lipca nakazywała: Przy zgrupowaniu na linii Niemna i Szczary należy wziąć pod uwagę, że lewe skrzydło musi być najsilniejsze, że musimy linię Niemna i Grodno koniecznie utrzymać. Utrata linii Niemna odkryłaby najkrótszy kierunek Warszawy i uniemożliwiłaby utrzymanie linii Narwi. Odepchnięcie naszych linii na Polesiu lub na Szczarze mniej szkodliwe.
Właśnie na linii rzek Niemen i Szczara zamierzano powstrzymać marsz nieprzyjaciela, skoncentrować nad Bugiem zgrupowanie wojsk i uderzyć na lewe skrzydło frontu Tuchaczewskiego.
21 lipca Sowieci sforsowali jednak Szczarę w rejonie obrony 18 pułku piechoty pod Rusakowem i przełamali polski front, a spod Wołkowyska wycofała się grupa operacyjna generała Władysława Junga.

## Walki pod Białowieżą
26 lipca grupa gen. Kosteckiego w składzie II Brygada Piechoty Legionów, 31 pułk Strzelców Kaniowskich i 10 pułk ułanów obsadziła linię górnej Narwi na odcinku od Ogrodnik do Kraśnika Małego, zamykając drogi wiodące do Puszczy Białowieskiej i nawiązując za pomocą kawalerii łączność z 14 Wielkopolską Dywizją Piechoty pod Prużaną.
W tym czasie sowiecka 27 Dywizja Strzelców Witowta Putny prowadziła pościg równoległy, a jej 81 Brygada Strzelców wyprzedziła oddziały polskie, o świcie 27 lipca sforsowała pod Ogrodnikami niebronioną Narew i ruszyła w głąb Puszczy Białowieskiej na Narewkę Małą i Leśną. Mająca bronić tego odcinka grupa płk. Kaliszka spóźniła się i nie była w stanie zorganizować skutecznej obrony. Grupa w wielkim nieładzie wycofała się do rejonu Nowosady – Dubiny. Z rejonu Ogrodnik i Leśnej oddziały sowieckie zaczęły obchodzić lewe skrzydło 3 pułku piechoty Legionów, rozwiniętego nad górną Narwią.
Pułk zaczął się cofać, pociągając za sobą inne oddziały grupy gen. Kosteckiego. Generał Zdzisław Kostecki z trudem opanował panikę w swoich oddziałach i dopiero pod Białowieżą udało mu się zorganizować obronę. Tam przekazał czasowo dowodzenie kapitanowi Władysławowi Czaplińskiemu i udał się do Hajnówki, aby nawiązać łączność z dowództwem grupy operacyjnej gen. Władysława Junga. W tym czasie silny atak sowiecki wyparł Polaków z Białowieży, a pododdziały zaczęły cofać się w kierunku na Hajnówkę. W celu wsparcia jednostek walczących pod Białowieżą, dowódca 4 Armii gen. Leonard Skierski skierował w ten rejon stojący w odwodzie pod Hajnówką 56 pułk piechoty. Wielkopolski pułk odbił Białowieżę, ale nie nawiązał łączności taktycznej z pułkami grupy gen. Kosteckiego. O 22.00, na rozkaz dowództwa 4 Armii, pułk opuścił Białowieżę i przeszedł do Kamieńca Litewskiego.

## Bilans walk
Oddziałom polskim nie udało się utrzymać Białowieży. W walkach poniesiono znaczne straty. 31 pułk piechoty stracił 20 zabitych i rannych, w tym ciężko rannego dowódcę 3 kompanii, ppor. Aleksandra Koźmińskiego. W 2 pułku piechoty Legionów zginęli dowódca II batalionu kpt. Konstanty Orzechowski i dowódca 6 kompanii por. Aleksander Przybyłko.